# Joseph Chitty
Joseph Chitty (Londres, 12 de março de 1775 - Londres, 17 de fevereiro de 1841) foi um jurista inglês, um dos primeiros a escrever obras sobre prática jurídica na Common Law. É comumente referido como Joseph Chitty "o velho" (the elder), em razão de seu filho homônimo, Joseph Chitty "o novo" (the younger), também ter alcançado grande proeminência no campo do Direito. 